# Waver (藤原さくらの曲)
「Waver」（ウエイバー）は、日本のシンガーソングライター・藤原さくらの楽曲。2020年5月6日にSPEEDSTAR RECORDSより配信限定シングルとしてリリースされた。

## 概要
「Waver」は、「Twilight」と「Ami」から約3ヶ月ぶりにリリースされた配信シングル。
作詞作曲は藤原さくら、サウンドプロデュースはOvallの関口シンゴが手がけた。ジャケットデザインは藤田二郎。
2020年5月3日に自身のラジオ番組『HERE COMES THE MOON』（InterFM897）にて初オンエアされた。
2020年5月24日にYoutubeにてMVが公開された。ディレクションはイラストレーター / アニメーターの雑賀建郎が担当した。初めてのアニメーションMVとなった。
リリース時は新型コロナウイルスの感染拡大防止のために出された緊急事態宣言の発令下にあり、「タイトルのように ゆらゆらと波に揺られるような気分で 楽しんでもらえたら嬉しいです ライブで歌える日を祈って」とコメントしている。

## 制作背景
2019年の夏に関口シンゴと共にスタジオに入り、DAWのやり方を教わりながら打ち込みでデモテープを制作していた。2020年に入り、その中のデモのひとつを「Waver」へと仕上げていった。クレジットには「Track Written by 藤原さくら Arranged by 関口シンゴ」と書かれており、藤原が作ったトラックに関口シンゴがアレンジを加える工程を経て完成した楽曲である。
「Waver」は、藤原が関口シンゴのソロ曲「North Wing」にインスパイアを受けたことから制作が始められた。まず初期の段階では、テイラー・スウィフトの楽曲である「Shake It Off」のドラムのリズムから作り始められた。「Shake It Off」のドラムをまず打ち込んでそれを起点にしてコードとメロディを作っていったあと、ドラムラインを変えて作られた。このテイラー・スウィフト風のデモを「ディアンジェロみたいにしたい」という藤原によるアレンジのリクエストを受けた関口シンゴが試行錯誤を繰り返して作り上げられた。関口の最初のアレンジは“キラキラ”していてテイラー・スウィフトの雰囲気が残っていたが、藤原と関口がアレンジについて何度もやり取りし、今の完成形となった。
藤原は「Waver」を「チルでレイドバックしたような、フェスでのんびり聴きたい曲」と表現している。

## 参加ミュージシャン
- 藤原さくら - ボーカル、コーラス
- 関口シンゴ（Ovall） : サウンドプロデュース 、ギター、その他の楽器